# Hand in Glove
"Hand in Glove" é o single de estreia da banda britânica de rock The Smiths, lançado em 13 de maio de 1983 pela gravadora Rough Trade. A composição é creditada ao vocalista Morrissey e ao guitarrista Johnny Marr. Alcançou o 3º lugar na parada de música indie do Reino Unido, porém não chegou ao top 75 da parada de singles, estabelecendo-se na 124ª posição.
Uma versão remixada da canção foi apresentada no álbum de estreia da banda, The Smiths, em 1984. Nesse mesmo ano, um cover gravado pela cantora Sandie Shaw com Marr, Andy Rourke e Mike Joyce como músicos de apoio alcançou a 27ª posição na parada de singles britânica.

## Produção

### Composição
"Hand in Glove" foi escrita por Morrissey e Johnny Marr em janeiro de 1983. Naquela data, eles estavam trabalhando juntos há cerca de oito meses, haviam escrito mais de dez músicas juntos e gravado duas fitas demo, que haviam sido rejeitadas pelas gravadoras Factory e EMI.
O método de composição usual da dupla era Marr adicionar música às composições de Morrissey, embora que para "Hand in Glove", Marr tivesse a música primeiro – ele desenvolveu os acordes em um violão enquanto estava na casa de seus pais. Incapaz de gravar a música lá, a namorada de Marr, Angie, o levou para a casa de Morrisey enquanto ele continuava a dedilhar o violão, alterando a ordem com sugestões de Angie. Com Morrissey, a música foi gravada em uma fita cassete. Morrissey disse que escreveu a letra em um espaço de duas horas. Mesmo antes de apresentar a canção ao vivo, o grupo foi unânime na opinião de que "Hand in Glove" era sua música mais forte até o momento.

### Gravação
Versão do single
A banda pediu ao seu empresário Joe Moss para financiar a gravação de "Hand in Glove". No final de fevereiro, o grupo reservou uma sessão de gravação de um dia no estúdio Strawberry em Stockport ao custo de 250 libras esterlinas, que eles mesmos produziram. Morrissey afirmou nos últimos anos que estava insatisfeito com seu vocal e voltou uma semana depois para regravar sua parte, no dia seguinte em que todo o grupo viajou para Londres e convenceu o chefe da Rough Trade, Geoff Travis, a lançar o disco. No entanto, o autor Simon Goddard observou que até abril de 1983, Marr e o baixista Andy Rourke não visitaram os escritórios da gravadora. Naquela ocasião, Marr entregou a Travis uma fita cassete com "Hand in Glove" e uma gravação ao vivo de "Handsome Devil", dizendo a Travis: "Escute isso, não é apenas mais uma fita". Impressionado, Travis prometeu o lançamento. Na segunda-feira seguinte, Travis ligou para o grupo e os convidou de volta a Londres para lançar "Hand in Glove" como single. Ambas as partes concordaram em lançá-lo como um acordo temporário antes de concordar com qualquer parceria de longo prazo.
Versão do álbum
Dois meses após o lançamento do single, a banda regravou a canção durante as sessões de seu álbum de estreia com o produtor Troy Tate. Esta versão foi gravada um tom abaixo da original, na tonalidade de Fá menor, e apresenta uma introdução menor. Em outubro, a canção foi gravada novamente com o produtor John Porter no estúdio Pluto, em Manchester. Morrissey rejeitou esta versão. Devido ao prazo iminente, a versão que aparece no álbum foi uma remixagem da gravação original no estúdio Strawberry do final de fevereiro. Para esta versão, Porter aumentou a separação entre as faixas de guitarra de Marr e os vocais de Morrissey, enfatizou a batida da bateria de Joyce, empurrou o baixo de Rourke de volta na mixagem e criou uma abertura e conclusão mais dramáticas para a canção.

### Capa dosingle
Morrissey tinha instruções específicas sobre como ele queria que o single de "Hand in Glove" fosse lançado. A capa apresenta uma fotografia de George O'Mara tirada por Lou Thomas ou Jim French, extraída da história de Margaret Walters, The Nude Male. Os tons homoeróticos da capa provocaram a reação que Morrissey esperava de desconforto e indignação. Rourke disse que quando mostrou a gravação para seus pais, seu pai ficou "mortificado. Ele me disse: 'isso é o bumbum de um cara' e eu disse, 'sim', mas quando ele me perguntou o porquê, eu não tinha uma resposta para ele".

## Música e letra
A versão original gravada de "Hand in Glove" está na tonalidade de Sol menor. A música começa com um overdub de Johnny Marr tocando uma gaita sobre o resto da música. O autor Simon Goddard escreveu que o uso do instrumento por Marr "propositalmente evocou a mesma 'vitalidade contundente do norte da classe trabalhadora' que Ian McDonald atribui à canção 'Love Me Do' dos Beatles, embora infinitamente mais melancólico". Sobre a música de fundo, Goddard escreveu: "A cheirosa lavagem de acordes menores de Marr chora com uma desesperança encharcada de chuva, enquanto Rourke contribui com um de seus padrões de baixo mais inspirados".
Morrissey explicou que o tema da música era "completa solidão", afirmando: "Era importante para mim que houvesse algo extremamente poético sobre isso, em um sentido lírico, e ainda jubiloso ao mesmo tempo". Goddard descreveu "Hand in Glove" como "uma proclamação sombria de felicidade condenada [...] um gancho destruidor de auto aversão, perda e desespero". Anos depois, Morrissey considerou a música a "mais especial" do grupo. O cantor disse que estava particularmente orgulhoso do segundo verso da música, que incluía as linhas "Though we may be hidden by rags / We have something they'll never have" (Embora possamos estar escondidos por trapos / Nós temos algo que eles nunca terão). Morrissey explicou que o verso descrevia "como me senti quando não podia comprar roupas e costumava me vestir em trapos, mas não me sentia 'mentalmente empobrecido'".
Na letra da música, Morrissey fez referência a obras do dramaturgo Shelagh Delaney, a quem ele faria referência em várias composições posteriores. O verso "I'll probably never see you again" (Eu provavelmente nunca mais te verei) aparece em A Taste of Honey. Morrissey parafraseou a frase "Everything depends upon how near you stand next to me" (Tudo depende de quão perto você está perto de mim) da canção de Leonard Cohen, "Take This Longing". Goddard conjectura que o título da música foi inspirado no romance policial Hand in Glove de Ngaio Marsh. A letra também é citada no coda de "Pretty Girls Make Graves", outra canção do primeiro álbum da banda.
A canção começa com os versos "Hand in glove / The sun shines out of our behinds" (Mão na luva / O sol brilha nas nossas costas) e depois afirma que "Não, não é como qualquer outro amor / este é diferente / porque somos nós". A letra então afirma que "as pessoas olham" e "as pessoas boas riem", "mas nós temos algo que eles nunca terão". A música termina com o verso "I'll probably never see you again" repetidas vezes. A introdução da música usa os acordes de Fá maior (sus2), Mi♭ maior e Si♭ maior. Os versos usam os acordes de Sol menor com sétima, Fá maior com sétima (sus2) e Mi♭ maior. (A transcrição citada é transposta para Mi menor em vez de Sol menor.)

## Lançamento e recepção
"Hand in Glove" foi lançada como o single de estreia da banda em 13 de maio de 1983, vendendo consistentemente pelos próximos 18 meses. Embora o single não tenha alcançado a parada britânica, alcançou a 3ª posição na parada de música indie do Reino Unido. Seu relativo sucesso rendeu ao grupo uma honraria no Guinness Book of Records em janeiro de 1984, quando ele e os próximos dois singles do grupo, "This Charming Man" e "What Difference Does It Make?", ocuparam as três primeiras posições nas paradas independentes. A canção elevou o perfil da banda; uma semana após seu lançamento, a banda ganhou suas primeiras grandes críticas da imprensa musical, que por sua vez levou à sua primeira apresentação em rádio com o disc jockey John Peel da BBC Radio 1. 
"Deveria ter sido um grande sucesso", disse Morrissey mais tarde, "era tão urgente. Para mim, foi um grito completo em todas as direções. Foi realmente um marco" ― Morrissey
Ao ver um show de 1983 dos Smiths e do Go-Betweens no The Venue em Londres, Barney Hoskyns, escrevendo para a NME, descreveu "Hand in Glove" como "uma das poucas obras-primas do ano, uma coisa de beleza e uma alegria para sempre ". Na edição de 1984 do The Rock Yearbook, Hoskyns disse que a música "varreu meu coração". Bill Black, escrevendo para a Sounds, descreveu-o como uma estreia "assustadora". Para o AllMusic, Ned Raggett chamou a canção de "estreia impressionante e surpreendente" e descreveu a música como "brilhante", destacando o "overdubbing cuidadoso das guitarras acústica e elétrica" de Marr. Ele também descreveu o baixo de Rourke e a bateria de Joyce como "escassos, mas eficazes", e disse que Joyce "brilhava especialmente". Stephen Thomas Erlewine, editor sênior do AllMusic, disse que as letras de "Hand in Glove" contêm "referências veladas à homossexualidade".

## Faixas
Ambas as canções escritas por Morrissey e Johnny Marr.
1. "Hand in Glove" – 3:16
2. "Handsome Devil" (Ao vivo, Manchester Hacienda, 02/04/1983) – 2:53

## Ficha técnica
- Morrissey – vocais
- Johnny Marr – guitarras, gaita
- Andy Rourke – baixo
- Mike Joyce – bateria